# Прва лига Хрватске у фудбалу 2008/09.
Прва лига Хрватске у фудбалу 2008/09. се у овој сезони одржава 18 пут. Такмичење је започело 27. јула 2008. у организацији Савеза Прве фудбалске лиге Хрватске (Удруге Прве ногометне лиге). 

## Тренерске промене
| Екипа            | Претходни тренер  | Разлог одласка | Датум одласка       | Замена                | Датим доласма       | Пласман на табели |
| ---------------- | ----------------- | -------------- | ------------------- | --------------------- | ------------------- | ----------------- |
| Загреб           | Мирослав Блажевић | Сагласно       | 10. мај 2008.       | Лука Павловић         | 11. мај 2008.       | Предсезона        |
| Динамо Загреб    | Звонимир Солдо    | Оставка        | 14. мај 2008        | Branko Ivanković      | 20 May 2008         | Предсезона        |
| Славен Белупо    | Крунослав Јурчоћ  | Оставка        | 14. мај 2008.       | Миле Петковић         | 26. мај 2008.       | Предсезона        |
| Хајдук Сплит     | Роберт Јарни      | Смењен         | 24. мај 2008.       | Горан Вучевић         | 25. мај 2008.       | Предсезона        |
| Кроација Сесвете | Златко Крањчар    | Оставка        | 18. јуни 2008.      | Љупко Петровић        | 2. јули 2008.       | Предсезона        |
| Ријека           | Златко Далић      | Смењен         | 1. јули 2008.       | Младен Иванчић        | 7. јули 2008.       | Предсезона        |
| Осијек           | Илија Лончеревић  | Смењен         | 26. септембар 2008. | Томислав Стајнбрикнер | 26. септембар 2008. | 10                |
| Задар            | Далибор Зебић     | Оставка        | 28. септембар 2008. | Ивица Датковић        | 9. октобар 2008.    | 12                |
| Ријека           | Младен Иванчић    | Оставка        | 8. октобар 2008.    | Роберт Рубчић         | 13. октобар 2008.   | 7                 |
| Интер Запрешић   | Миливој Брачун    | Оставка        | 20. октобар 2008.   | Боримир Перковић      | 20. октобар 2008.   | 11                |
| Хајдук Сплит     | Горан Вучевић     | Оставка        | 26. октобар 2008.   | Анте Мише             | 21. новембар 2008.  | 3                 |
| Цибалија         | Срећко Лушић      | Отказ          | 10. новембар 2008.  | Станко Мршић          | 14. новембар 2008.  | 11                |
| Динамо Загреб    | Бранко Иванковић  | Сагласно       | 24. новембар 2008.  | Маријан Влак          | 24. новембар 2008.  | 1                 |
| Кроација Сесвете | Љупко Петровић    | Оставка        | 7. децембар 2008.   | Златко Крањчар        | 30. децембар 2008.  | 10                |
| Задар            | Ивица Датковић    | Сагласно       | 21. децембар 2008.  | Далибор Зебић         | 30. децембар 2008.  | 12                |
| Кроација Сесвете | Златко Крањчар    | Оставка        | 21. фебруар 2009.   | Милан Ђуричић         | 3. мај 2009.        | 10                |
| Динамо Загреб    | Маријан Влак      | Отказ          | 5. март 2009.       | Крунослав Јурчић      | 5. март 2009.       | 2                 |

## Састав лиге
У сезони 2008/09 лига има 12 клубова. Нови члан је првак Друге лиге Кроација Сесвете из Сесвета. Пошто је у квалихикација за Прву лигу победио Хрватски драговољац укупним резултатом 2:0 (2:0, 0:0) Интер Запрешић је остао и ове године члан прве лиге.
| #   | Екипа            | Град       | Стадион                            | Капацитет |
| --- | ---------------- | ---------- | ---------------------------------- | --------- |
| 1.  | Цибалија         | Винковци   | Стадион ХНК Цибалија, Винковци     | 10,000    |
| 2.  | Кроација Сесвете | Загреб     | Стадион Камен Инград, Велика       | 10.000    |
| 3.  | Динамо Загреб    | Загреб     | Максимир, Загреб                   | 40.000    |
| 4.  | Хајдук Сплит     | Сплит      | Пољуд, Сплит                       | 35.000    |
| 5.  | Интер Запрешић   | Запрешић   | ШРЦ Запрешић, Запрешић             | 10.000    |
| 6.  | Осијек           | Осијек     | Градски врт, Осијек                | 19.500    |
| 7.  | Ријека           | Ријека     | Кантрида, Ријека                   | 12.000    |
| 8.  | Славен Белупо    | Копривница | Градски стадион, Копривница        | 4.000     |
| 9.  | Шибеник          | Шибеник    | Шубичевац, Шибеник                 | 10.000    |
| 10. | Вараждин         | Вараждин   | Стадион Анђелко Херјавец, Вараждин | 10.000    |
| 11. | Задар            | Задар      | Шубичевац, Шибеник                 | 5.800     |
| 12. | Загреб           | Загреб     | Максимир, Загреб                   | 40.000    |

## Систем такмичења
Представници клубова Прве ХНЛ на седници Скупштине Прве ХНЛ од 27. маја усвојили су Пропозиције такмичења у овогодишњем првенству. Нема већих измена у односу на прошло првенство.
Првенство ће се играти по трокружним систему у два дела (22 кола први део + 11 кола други део), али ће се утакмице играти недељом и то првих 6 кола у јулу и августу у вечерњим часовима, а од 7. кола (14. септембра) 5 утакмица у исто време поподне и једна утакмица у вечерњем термину коју ће преносити телевизија. Извршен је и извлачење такмичарских бројева и распоред утакмица за први део такмичења.
Док не заврше неопходне радове на својим стадионима и не добију лиценце за играње утакмица Прве лиге, Цибалија ће утакмице као домаћин играти на стадиону Градски врт у Осијеку, Кроација Сесвете у Великој, Задар на Шубичевцу у Шибенику, а Загреб у Максимиру.
У сезони 2009/10. Лигу ће сачињавати 16 клубова. Лига ће се попунити на следећи начин: Прву лигу ће сачињавати 11 клубова Прве лиге у сезони 2008/09. који сун заузели на крају првенства од 1-11 места. и 4 клуба из Друге лиге који су у истој сезони освојили од 1-4 места. Шеснаести клуб ће бити победник доигравања дванаестопласираног клуба Прве лиге и петопласираног клуба Друге лиге из првенства 2008/09. Доигравање се врши по двоструком куп систему.

## Резултати
стање после 22 кола
Домаћини су наведени у левој колони. а резултати из другог дела (трећи круг) уписани су у другом реду.
|    | Екипа            | 1       | 2       | 3       | 4       | 5       | 6       | 7       | 8       | 9       | 10       | 11      | 12      |
| -- | ---------------- | ------- | ------- | ------- | ------- | ------- | ------- | ------- | ------- | ------- | -------- | ------- | ------- |
| 1  | Динамо           | XXX     | 3:1 1:0 | 6:1     | 6:0     | 2:0     | 2:1     | 3:1 0:1 | 0:2     | 1:0 2:0 | 1:0 0:0  | 3:0     | 2:0 4:0 |
| 2  | Интер Запрешић   | 1:3     | XXX     | 3:2     | 1:2 0-0 | 3:1 2:2 | 2:3     | 1:1     | 0:4 0-2 | 0:0 1:0 | 0:1      | 2:3     | 2:2 3:0 |
| 3  | Кроација Сесвете | 0:1 0:4 | 1:3 0:3 | XXX     | 1-1     | 3:1     | 4:0 2:1 | 1:4     | 1:0     | 0:0     | 1:1      | 0:0 0:1 | 0:1     |
| 4  | Цибалија         | 1:1 3:4 | 4:3     | 3:1 3:0 | XXX     | 1:0     | 1:0 2:1 | 0:1     | 1:1     | 0-0     | 0:3 1:1  | 2:0 2:1 | 3:1     |
| 5  | Задар            | 2:3     | 1-1     | 1:2 1:1 | 2:1 3:1 | XXX     | 1:0     | 2:1     | 1:0 0:3 | 1:1 0:1 | 2:2      | 1:0     | 0:3 3:1 |
| 6. | Вартекс          | 0:1 1:6 | 1:0 0:1 | 2:1     | 3:0     | 2:0 0:0 | ХХХ     | 2:1 1:2 | 0:2     | 2:3     | 0:0* 2:3 | 2:1 2:2 | 3:3     |
| 7  | Загреб           | 2:2     | 0:1 1:0 | 1:1 0:0 | 0:0 4:0 | 0:0 3:1 | 0:3     | XXX     | 3:0     | 2:0     | 2:1 1:0  | 0:4     | 1:1     |
| 8  | Хајдук Сплит     | 2:0 2:2 | 3-3     | 1:0 5:0 | 2:0     | 1-0     | 1:1 0:1 | 4:0 2:0 | XXX     | 3:1     | 3:1      | 1:0 2:0 | 2:0     |
| 9  | Славен Белупо    | 2:0     | 1:0     | 4:0 5:1 | 1:0 1:1 | 2:1     | 2:3 2:1 | 2:0 2:1 | 1:2 1:1 | XXX     | 4:2      | 3:1 1:0 | 2:1     |
| 10 | Осијек           | 0:2     | 2:1 1:1 | 4:2     | 2:0     | 3:0 1:0 | 2:1     | 0:2     | 1:2 1:0 | 0:0 1:2 | XXX      | 1:3     | 2:2 1:2 |
| 11 | Шибеник          | 2:2 0:2 | 1:1 4:0 | 0:1     | 4:0     | 1:0 0:0 | 2:0     | 1:1 2:1 | 1:2     | 3:0     | 1:1 2:1  | XXX     | 3:0 0:1 |
| 12 | Ријека           | 1:0     | 0:1     | 2:1 3:2 | 1:0 2:0 | 2:1     | 2:1 4:1 | 0:1 2:0 | 3:1 2:1 | 2:0 6:2 | 0:0      | 0:1     | XXX     |

- Утакмица прекинута у 82. минути због густе магле. Пошто је прошло 80% времена утакмице регистрована је постигнутим резултатом 0:0.

## Табела
стање после 21 кола
| Плас. | Тим              | ИГ | Д  | Н  | ИЗ | ГД | ГП | ГР  | Бод |
| ----- | ---------------- | -- | -- | -- | -- | -- | -- | --- | --- |
| 1     | Динамо           | 33 | 23 | 5  | 5  | 71 | 26 | +45 | 74  |
| 2     | Хајдук Сплит     | 33 | 21 | 5  | 7  | 59 | 25 | +34 | 68  |
| 3     | Ријека           | 33 | 17 | 5  | 11 | 50 | 44 | +6  | 56  |
| 4     | Славен Белупо    | 33 | 16 | 7  | 10 | 46 | 39 | +7  | 55  |
| 5     | Загреб           | 33 | 13 | 8  | 12 | 38 | 39 | -1  | 47  |
| 6     | Шибеник          | 33 | 13 | 7  | 13 | 44 | 35 | +9  | 46  |
| 7     | Осијек           | 33 | 10 | 11 | 12 | 40 | 41 | -1  | 41  |
| 8     | Цибалија         | 33 | 10 | 8  | 15 | 33 | 53 | -20 | 38  |
| 9     | Интер Запрешић   | 33 | 9  | 9  | 15 | 41 | 50 | -9  | 36  |
| 10    | Вартекс          | 33 | 10 | 5  | 18 | 41 | 55 | -11 | 35  |
| 11    | Задар            | 33 | 7  | 8  | 18 | 28 | 49 | -21 | 29  |
| 12    | Кроација Сесвете | 33 | 6  | 8  | 19 | 31 | 66 | -35 | 25  |

ИГ = Играо утакмица; Д = Добио; Н = Нерешио; ИЗ = Изгубио; ГД = Голова дао; ГП = Голова примио; ГР = Гол-разлика ; Бод = Бодови
|  | УЕФА Лига шампиона Друго коло квалификација        |
|  | УЕФА Лига Европе 2009/10. Треће коло квалификација |
|  | УЕФА Лига Европе 2009/10. Друго коло квалификација |
|  | УЕФА Лига Европе 2009/10. Прво коло квалификација  |
|  | Доигравање za Прву лигу                            |

| Првак Прве лиге Хрватске у фудбалу 2008/09. |
| ------------------------------------------- |
| Динамо Загреб 11. титула                    |

## Доигравање засезону 2009/10.
Због прошрења Прве лиге на 16. клубова, четири клуба из Друге лиге су се аутоматки квалификовале. Према табели Друге лиге један од квалификованиф био је и Славонац, а у доигравање је требало ићи петопласирано Међимурје. Екипа Славонца је одустала од игре у Првој лиги, па се Међимурје директно пласирало, а у доиграваље је отишао шестопласирани Хрватски драговољац. Противник му је била дванестопласирана екипа Из Прве лиге екипа Кроација Сесвете.
| Хрватски драговољац | 0 – 0 Детаљи | Кроација Сесвете |
| ------------------- | ------------ | ---------------- |
|                     |              |                  |

| Кроација Сесвете          | 2 – 1 Детаљи | Хрватски драговољац |
| ------------------------- | ------------ | ------------------- |
| Војновић 10’ · Чижмек 90’ |              | Јањетови 67’        |

## Листа стрелаца
16 голова
- Марио Манџукић (Динамо Загреб)

15 голова
- Никола Калинић (Хајдук Сплит)

14 голова
- Анас Шабрини (Ријека)
- Бојан Вручина (Славен Белупо)
- Ермин Зец (Шибеник)

12 голова
- Сенијад Ибричић (Хајдук Сплит)
- Ахмад Шабрини (Ријека)

11 голова
- Горан Мујановић (Вартекс)
- Илија Сивоњић (Интер Запрешић 8, Динамо Загреб 3)
- Давор Вугринец (Загреб)

### Хет трик
| Играч             | Екипа          | Противник        | Датум             | Извештај  |
| ----------------- | -------------- | ---------------- | ----------------- | --------- |
| Марио Манџукић    | Динамо Загреб  | Цибалија         | 17. август 2008.  | Споортнет |
| Никола Калинић    | Хајдук Сплит   | Славен Белупо    | 23. август 2008.  | Споортнет |
| Илија Сивоњић     | Интер Запрешић | Цибалија         | 24. август 2008.  | Споортнет |
| Педро Моралес     | Динамо Загреб  | Кроација Сесвете | 9. новембар 2008. | Споортнет |
| Ермин Зец         | Шибеник        | Интер Запрешић   | 22. март 2009.    | Споортнет |
| Мирослав Спеличка | Динамо Загреб  | Кроација Сесвете | 19. април 2009.   | Споортнет |
| Анас Шарбини      | Ријека         | Славен Белупо    | 26. април 2009.   | Споортнет |
| Мирослав Слепичка | Динамо Загреб  | Вартекс          | 26. април 2009.   | Споортнет |
| Додо              | Интер Запрешић | Ријека           | 31. мај 2009.     | Споортнет |

### Занимљивости
- Највише голова на утакмици:Ријека — Славен Белупо 8 (6:2) 29. април 2009.
- Највећа победа код куће: Динамо Загреб — Цибалија 6:0 17. август 2008.
- Највећи пораз код куће: Вартекс — Динамо Загреб 1-6 26. април 2009.
- Најбољи стрелац: Марио Манџукић 16
- Први гол:Горан Мујановић (Вартекс) 7. min 1. кола
- Први аутогол:Махир Ифтић (Интер Запрешић) 32. min 1. кола
- Први жути картон:
- Први црвени картон:

## Резултати хрватских клубова у европским такмичењима 2009/10.
| Ранг                      | Клуб                   | Држава                 | укупан рез.            | Држава                 | Клуб                   | 1. утак.               | 2. утак.               |
| Лига шампиона 2009/10.    | Лига шампиона 2009/10. | Лига шампиона 2009/10. | Лига шампиона 2009/10. | Лига шампиона 2009/10. | Лига шампиона 2009/10. | Лига шампиона 2009/10. | Лига шампиона 2009/10. |
| ------------------------- | ---------------------- | ---------------------- | ---------------------- | ---------------------- | ---------------------- | ---------------------- | ---------------------- |
| Друго коло кв.            | Пјуник                 | Јерменија              | 0:3                    | Хрватска               | Динамо Загреб          | 0:0                    | 0:3                    |
| Треће коло кв.            | Ред Бул Салцбург]      | Словачка               | 3:2                    | Хрватска               | Динамо Загреб          | 1:1                    | 2:1                    |
| УЕФА Лига Европе 2009/10. |                        |                        |                        |                        |                        |                        |                        |
| Прво коло кв.             | Биркиркара             | Малта                  | 0:1                    | Хрватска               |                        | 0:0                    | 0:1                    |
| Друго коло кв.            | Диферданж              | Луксембург             | 2:3                    | Хрватска               | Ријека                 | 1:0                    | 1:3                    |
| Друго коло кв.            | Милано                 | Северна Македонија     | 2:12                   | Хрватска               | Славен Белупо          | 0:4                    | 2:8                    |
| Треће коло кв.            | Жилина                 | Словачка               | 2:1                    | Хрватска               | Хајдук Сплит           | 1:1                    | 1:0                    |
| Треће коло кв.            | Ријека                 | Хрватска               | 1:4                    | Украјина               | Металист               | 1:2                    | 0:2                    |
| Треће коло кв.            | Тромсјо                | Норвешка               | 4:12                   | Хрватска               | Славен Белупо          | 2:1                    | 2:0                    |